# Anolis petersii
Espèce
Synonymes
- Norops petersii (Bocourt, 1873)
- Anolis petersii bivittata Werner, 1896

Anolis petersii est une espèce de sauriens de la famille des Dactyloidae. 

## Répartition
Cette espèce se rencontre :
- au Honduras ;
- au Guatemala ;
- au Mexique dans les États de Veracruz et de San Luis Potosí.

## Étymologie
Cette espèce est nommée en l'honneur de Wilhelm Peters.

## Publication originale
- Bocourt, 1873 : in Recherches Zoologiques pour servir à l'Histoire de la Faune de l'Amérique Centrale et du Mexique. Mission Scientifique au Mexique et dans l'Amérique Centrale, Recherches zoologiques. Part 2, sect. 1. in Duméril, Bocourt & Mocquard, 1870-1909, Études sur les reptiles, vol. 2-15, p. 33-860.